# هيتيكامكانامغي بيريرا
هيتيكامكانامغي بيريرا (ولد في 19 سبتمبر 1978) هو حكم كرة قدم سريلانكي. دولي منذ عام 2004. قام بتحكيم مباريات في دوري أبطال آسيا.